# Коцарська вулиця
Коцарська вулиця — вулиця у Холодногірському районі Харкова. Починається від Різдвяної вулиці і простягається на захід до вулиці Євгена Котляра. Перетинається із Ярославською, Дмитрівською, Зброярською вулицями.

## Назва

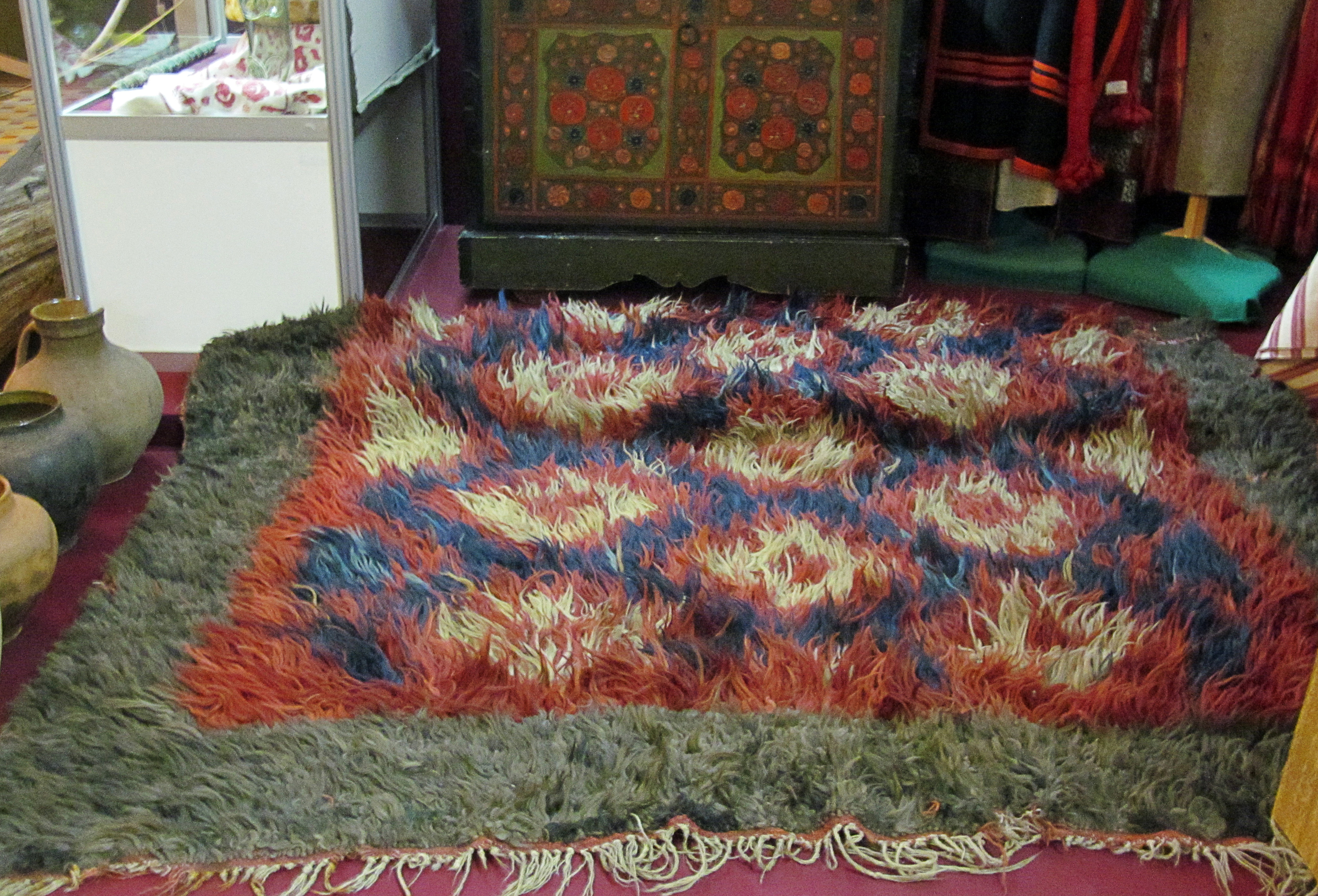
Коц в експозиції Харківського Історичного музею

Назва вулиці походить від слова «коц» — довгошерстний килим, яких у Харкові ремісники (коцарі й коцарки) виготовляли до 20 тис. на рік. Український історик Дмитро Багалій зазначає це в своїй праці «Історія Слобідської України»:
|  | Дуже широко у Харкові було розвинуто коцарське рукомесло; коци — се по російські «ковры». Сим ремеслом займалися коцарки; вони самі робили шерстяну пряжу, красили її у ріжні кольори фарбами, які самі ж таки готували з мінералів та рослин, ткали коци й підстригали їх. |

## Історія вулиці
Коцарська — одна з найстаріших вулиць Харкова. Початок її забудови відносять до кінця XVII — початку XVIII століть. Залопанську місцину обживали ремісники, про що свідчить і назва паралельної Чоботарської вулиці. На початку XIX ст. виробництвом коців займалися ремісники 50-ти дворів Коцарської вулиці. Але поступово містяни почали дедалі більше відрізнятись від селян способом життя, і віддавали перевагу не українським ремісникам, а великоросійським та іноземним. Народні предмети побуту, в тому числі й коци, «виходили з моди», і їх виробництво, відповідно, все більше занепадало.
Кам'яні будівлі на Коцарській почали з'являтись наприкінці XIX ст. У 1896 р. була побудована кондитерська фабрика Жоржа Бормана.
У 1916 р. були відкриті майстерні з пошиву армійського одягу, на базі яких згодом почала працювати швейна фабрика (нині вона носить ім'я Тінякова).
У 1928 р. Коцарській вулиці було присвоєне ім'я Г. Котовського, яке було знов змінено на «Коцарську» імовірно в 1945 р.
У 1964 р. по вулиці пустили тролейбус, зв'язавши центр міста з вокзалом.

## Будівлі

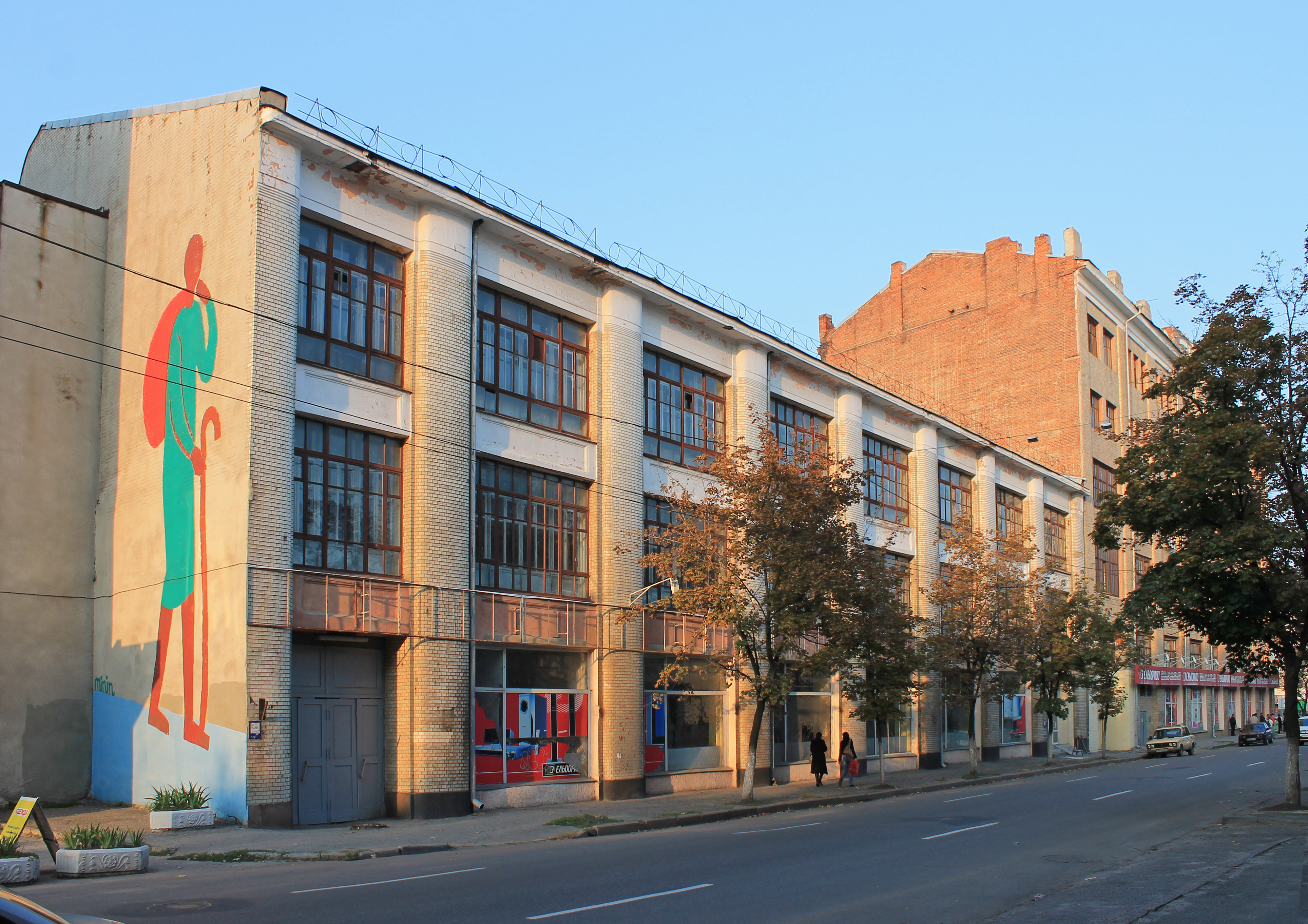
Виробничий корпус швейної фабрики, вул. Коцарська, 4
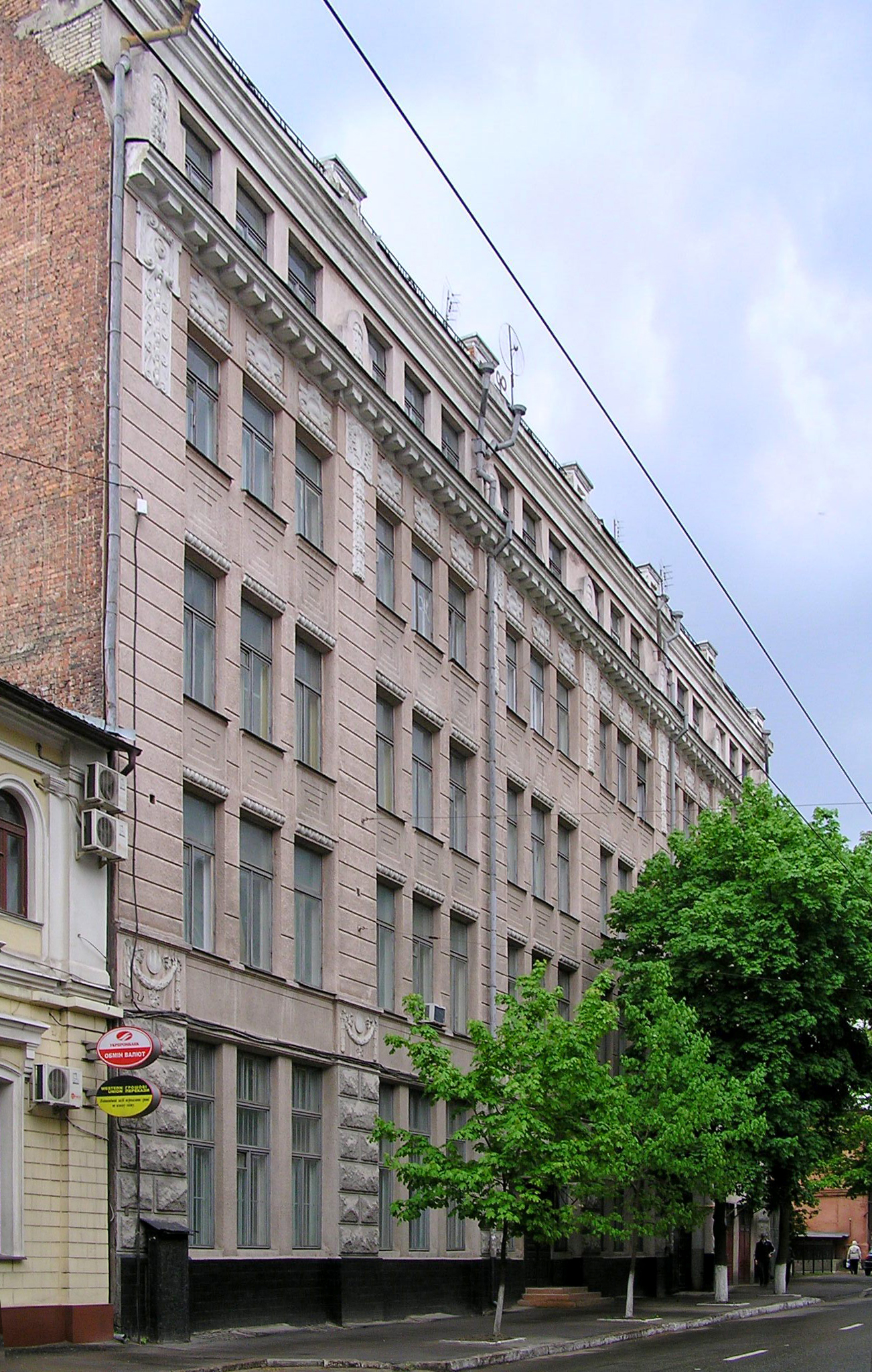
Колишній готель «Паласс», вул. Коцарська, 9
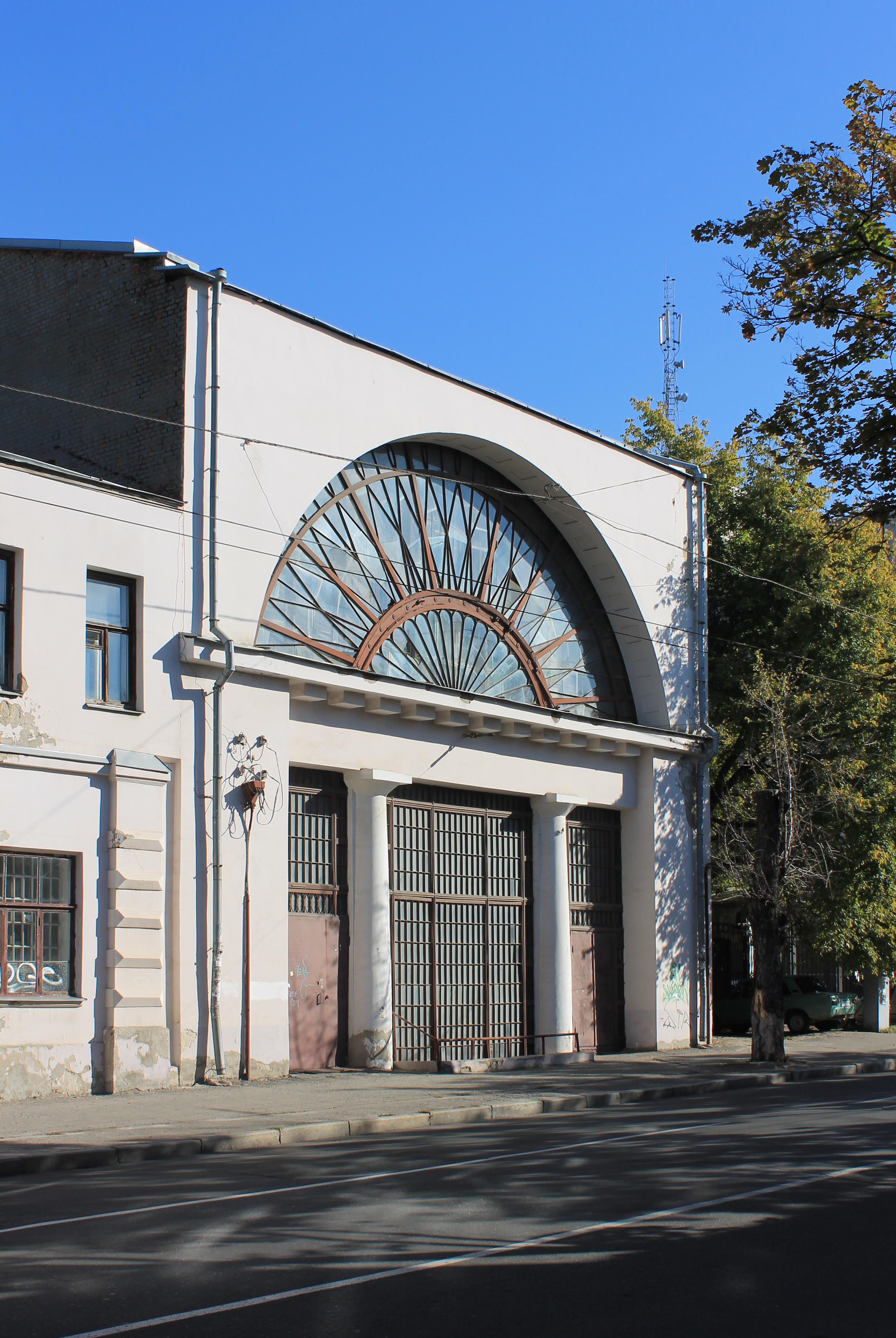
Комплекс складських та  адміністративних будівель, вул. Коцарська, 18

Будинок № 2/4 — пам'ятка архітектури, арх. Ройтенберг Л. Є., початок XX ст. Корпус швейної фабрики. Нині за цією адресою розташована Швейна фабрика ім. Тінякова.
Будинок № 9 — пам'ятка архітектури, арх. Диканський М. Г., 1913—1914 рр. Готель «Паласс», нині студентський гуртожиток.
Будинок № 18 — пам'ятка архітектури, арх. Цауне Ю. С., Ржепішевський О. І., Тенне І. І., 1906-12 рр. Складські й адміністративні будівлі, нині аптечна база.
Будинок № 23 — пам'ятка архітектури, арх. Гінзбург О. М., 1908 р. Житловий будинок.
Будинок № 24/26 — Харківська кондитерська фабрика «Харків'янка». Жорж Борман розпочав виробництво кондитерських виробів у місті Харкові в 1896 р., побудувавши кондитерську фабрику.
Будинок № 30 — Колишня 5-та юдейська молільня — Коцарська синагога, тепер житловий будинок.
Будинок № 35 — Колишній будинок поета Якова Щоголева. 28 лютого 2017 р. будинок було знесено. Тепер тут розташована Школа Змін [Архівовано 14 вересня 2021 у Wayback Machine.].
Будинок № 54 — Відділ соціальної допомоги Ленінського району в м. Харкові.
Будинок № 56 — Харківський Обласний Військовий Комісаріат.